# Emphyleuscelus rufiventris
Emphyleuscelus rufiventris là một loài bọ cánh cứng trong họ Attelabidae. Loài này được Hamilton miêu tả khoa học năm 1997.